# Amber Corwin
Amber Corwin, född 21 december 1978 i Los Angeles, Kalifornien, USA, är en tidigare amerikansk konståkare. Hon har bland annat kommit på en fjärde plats i USA:s mästerskap i konståkning 2004.